# ピース・オブ・マイ・ハート (曲)
「ピース・オブ・マイ・ハート」（"Piece of My Heart"）は、1967年にアーマ・フランクリンが初めて録音した、ジェリー・ラゴヴォイとバート・バーンズが書いたロマンチックなソウルソング。フランクリンのシングルは、1967年12月に米国でビルボード誌のホット・リズム・アンド・ブルース・シングルチャートで最高10位に達した。
この曲が広く注目を集めるようになったのは、ジャニス・ジョプリンをリードボーカルにフィーチャーしたビッグ・ブラザー・アンド・ホールディング・カンパニーの1968年のアルバム『チープ・スリル』でカバーして大ヒットを記録し、その後フランクリンのバージョンが第11回グラミー賞で最優秀女性リズム・アンド・ブルース・ヴォーカル・パフォーマンス賞にノミネートされた時だった。その後、この曲はダスティ・スプリングフィールド（同じく1968年）、フェイス・ヒル（1994年）、メリッサ・エスリッジとジョス・ストーンのデュエット（2005年）などでリメイクされている。
2004年、ビッグ・ブラザー・アンド・ザ・ホールディング・カンパニーによるカバーはローリング・ストーン誌のオールタイム・グレイテスト・ソング500の353位にランク付けされた。この曲はまた、ロックの殿堂のロックンロールを形作った500曲にも含まれている。1999年、この曲のビッグ・ブラザー・アンド・ホールディング・カンパニーによるバージョンがグラミーの殿堂入りした。

## アーマ・フランクリンのオリジナル
「ピース・オブ・マイ・ハート」のオリジナルバージョンはアレサ・フランクリンの姉のアーマ・フランクリンによって1967年に録音され、プロデューサーのバート・バーンズのシャウト・レーベルから、7インチヴァイナルシングルとしてB面の「Baby, What You Want Me to Do」とのカップリングで収録された。バーンズはプロデュースを担当していたヴァン・モリソンにこの曲のレコーディングを依頼したが、モリソンは自身の楽曲制作を希望しており、この依頼を断った。
この曲は1967年12月に米国でビルボード誌のホット・リズム・アンド・ブルース・シングルチャートで最高10位に達した。カナダではCKFHソウル・サーヴェイの3位に達した。キャッシュボックス誌はこの曲が「予想よりも低い音量で始まるが、それがその後の盛り上がりを強調している」と評した。レコード・ワールド誌は「アーマのゴスペル風のシャウトは素晴らしいものになるだろう。彼女は本当に素晴らしい」と評した。
フランクリンのシングルは、受賞者が1969年3月の第11回グラミー賞で発表される最優秀女性リズム・アンド・ブルース・ヴォーカル・パフォーマンス賞にノミネートされた。この賞はフランクリンの妹アレサの「チェイン・オブ・フールズ」が受賞した。
このシングルはイギリスといくつかのヨーロッパ諸国では、リーバイス・ジーンズの宣伝（ターセム・シンが監督した「ナイト・アンド・デイ」として知られる「シンデレラ」）で使用されて人気が出たのちに1992年に再発売された。再発版はデンマークで最高5位に、オランダと全英シングルチャートで9位に、アイルランドシングルチャートで10位となった。

### チャート成績
| チャート（1967年-1968年）               | 最高 順位 |
| --------------------------------------- | --------- |
| カナダ アダルト・コンテンポラリー (RPM) | 3         |
| UK R&B (Record Mirror)                  | 5         |
| US Billboard Hot 100                    | 62        |
| US Hot R&B/Hip-Hop Songs (Billboard)    | 10        |

| チャート（1992年）               | 最高 順位 |
| -------------------------------- | --------- |
| ベルギー (Ultratop 50 Flanders)  | 33        |
| デンマーク (IFPI)                | 5         |
| ヨーロッパ (Eurochart Hot 100)   | 34        |
| アイルランド (IRMA)              | 10        |
| オランダ (Dutch Top 40)          | 11        |
| オランダ (Single Top 100)        | 9         |
| スウェーデン (Sverigetopplistan) | 25        |
| UK シングルス (OCC)              | 9         |

| チャート（1992年） | 順位 |
| ------------------ | ---- |
| 全英シングル (OCC) | 72   |

## ビッグ・ブラザー・アンド・ザ・ホールディング・カンパニー
この曲は、1968年にビッグ・ブラザー・アンド・ホールディング・カンパニーがジャニス・ジョプリンをリードシンガーに迎えて録音したことでより大きなポップ・ヒットとなった。この曲は、1968年に録音され、コロムビア・レコードから発売されたグループのアルバム『チープ・スリル』からシングルカットされた。邦題は「心のカケラ」とされた。4分15秒のこのカバーは、全米ビルボード・ホット100チャートで最高11位を記録した。ビルボード誌はこの曲を「ダイナマイト」と呼び、「この騒々しいダンス曲はホット100を席巻するだろう」と述べた。キャッシュボックス誌はこの曲を「ジャニス・ジョプリンのボーカルのパワーが詰まった爆発的パフォーマンス」と述べ、バックバンドのことも称賛した。このアルバムのリリースは、モントレー・ポップ・フェスティバル、ニューヨークのアンダーソン劇場、ニューヨークでのマーティン・ルーサー・キング・ジュニアの通夜（ジミ・ヘンドリックスと共演）、そしてテレビのゴールデンタイムのディック・キャヴェット・ショーでの絶賛されたパフォーマンスにより、ジョプリンにとって大成功を収めた一年の集大成となった。
この曲の楽器演奏は、サイケデリックタッチの歪んだラウドなギターソロを3回演奏したサム・アンドリューが編曲した。B面には「サマータイム」が収録されたが、「タートル・ブルース」が収録されたバージョンもあった。フランクリンはインタビューに応えて、ラジオで初めてジョプリンのバージョンを聞いた時にはボーカルパートがアレンジされていたことから曲を認識できなかったと語っている。カルチャーライターのエレン・ウィリスは両者の違いについて、「フランクリンがこの曲を歌う時、それは『あなたが私になにをしようとも、人間として生きる力、愛する力をあなたが奪うことは許さない」という挑戦です。ジョプリンはむしろ『もし私がこれを受け入れ続け、愛と許しの模範を示し続ければ、彼はきっと理解し、変わり、私が与えてきたものを返してくれるはずだ』と言っているように思えます」と書いている。このように、ジョプリンは、苦痛を超越するためではなく、「苦痛を叫び尽くす」ためにブルースの慣習を利用した。
ジョプリンが1970年に亡くなるまで、「心のカケラ」は彼女の最大のヒット曲であり、もっともよく知られた曲だった（クリス・クリストファーソンが書いた「ミー・アンド・ボビー・マギー」はジョプリンの死後にリリースされ、1971年に全米チャートで1位となって「心のカケラ」を凌駕した）。「心のカケラ」はジョプリンと最も深く結びついた曲であり、彼女の死後も長らくラジオで放送され続けた。バーンズは1967年12月30日に心臓発作で亡くなったため、ジョプリンのバージョンを聴くことはなかった。

### 認証
| 国/地域                          | 認定     | 認定/売上数 |
| -------------------------------- | -------- | ----------- |
| イタリア (FIMI)                  | Gold     | 25,000      |
| アメリカ合衆国 (RIAA)            | Platinum | 1,000,000   |
| 認定のみに基づく売上数と再生回数 |          |             |

## フェイス・ヒル
アメリカのカントリー・アーティストのフェイス・ヒルは、1993年のデビューアルバム『Take Me as I Am』でこの曲をカバーし、フェイスのバージョンは1994年に全米ビルボード・ホット・カントリー・ソング・チャートで1位となった。ヒルのバージョンは伝統的なカントリーのアレンジでより情熱的なものとなっている。レコーディングより以前、ヒルはこの曲について全く知らなかった。付随するミュージックビデオは、1994年のビルボード・ミュージック・ビデオ・アウォードのカントリー部門で最優秀新人アーティストクリップ賞を受賞した。ヒルはテレビシリーズ『キング・オブ・ザ・ヒル』のサウンドトラックのためにこの曲を再録音し、1999年に発売された。このエッジの効いたバージョンは1998年に世界発売されたヒルのサードアルバム、『Faith』（アメリカ以外では『Love Will Always Win』と改題）と、2001年のベストアルバム『There You'll Be』にも収録されている。オリジナルバージョンは2007年のコンピレーションアルバム『The Hits』にも収録された。

### 背景
ヒルが「ピース・オブ・マイ・ハート」のカバーを録音する時点で、ヒルはこの曲や、ジョプリンによるカバーについて何も知らなかった。ヒルのプロデューサーは自分の録音が完了するまではジョプリンのバージョンを聴かないようにと話した。ヒルはビルボード誌の1994年2月のインタビューで「この曲が持ち込まれた時には、それはカントリーバージョンでした。レコーディング中、みんなが「おお、ジャニス・ジョプリンだ」って感じだったんだけど、私は「何がそんなにすごいの？」って思ってました。ジャニス・ジョプリンが誰なのかは知ってたけど、彼女の曲については全然知らなかったんです。私がオリジナルを聴いたことがないことを知ったワーナー・ブラザースは『何があってもレコードが完成するまでは彼女のバージョンを聴くな』と言いました。レコーディングが終わってジョプリンのバージョンを聴かせてもらった時、私は2回通しで聴いて、「一体全体、どうやってこの曲をカバーしたんだろう？」と思いました」と語っている。

### 批評家の反応
リリースに際し、ビルボード誌のラリー・フリックは「素晴らしい曲かどうかの試金石の一つは、様々な解釈に耐えうるかどうかだ。
ヒルの明るく元気な解釈は、ジャニス・ジョプリンの破天荒で生意気なアプローチとは対照的なスタイルだが、もしうまくいくなら、それはそれで良い」と評した。
ギャビン・レポートのシンディ・ホールズリーとリサ・スミスは「この曲に気づくのにどれくらい時間がかかりましたか？
フェイスは、ジャニス・ジョプリンの名曲（実際には彼女のバンド、ビッグ・ブラザー・アンド・ザ・ホールディング・カンパニーの1968年のヒット曲）を、力強いカントリー調の哀歌へと昇華させている」と評した。

### チャート成績
| チャート（1994年）                            | 最高 順位 |
| --------------------------------------------- | --------- |
| カナダ カントリー・トラックス (RPM)           | 1         |
| US Bubbling Under Hot 100 Singles (Billboard) | 15        |
| US Hot Country Songs (Billboard)              | 1         |

| チャート（1994年）                    | 順位 |
| ------------------------------------- | ---- |
| カナダ・カントリー・トラックス (RPM)  | 13   |
| 全米カントリー・ソングス (ビルボード) | 22   |

## シャギー
ジャマイカ系アメリカ人のレゲエ・アーティスト、シャギーは1997年のセルフプロデュースのフォースアルバム『Midnite Lover』でこの曲をカバーした。
マーシャをフィーチャリングしたこのシングルは、イタリア、ニュージーランドおよびイギリスでトップ10ヒットとなり、それぞれ最高4位、6位および7位となった。

### 批評家の反応
ミュージック・ウィーク誌のレヴュワーはこのカバーバージョンに5点中の3点を与え、「アーマ・フランクリンのヒット曲のこの冒険心のないリメイクでは、シャギーのテンポの速いボーカルはマーシャの滑らかでシルキーな存在感によっていくぶん影に隠れてしまっている」と付け加えた。ミュージック・ウィーク誌の編集者アラン・ジョーンズは「シャギーが素晴らしいスタイルで帰ってきた」と述べ、「その結果は夏らしくてユニークな楽しみで、シャグマイスターの詩に素晴らしい女性ボーカリストが散りばめられている。サンプル形式ではアーマ本人としてクレジットされているが、明らかにそうではない」と締めくくっている。スマッシュ・ヒッツ誌のアンディ・ウィンターは、これが「あなたを袋いっぱいの蛇のように身をよじらせることになるでしょう!」と書いている。

### チャート成績
| チャート（1997年）                  | 最高 順位 |
| ----------------------------------- | --------- |
| イタリア (FIMI)                     | 4         |
| イタリア エアプレイ (Music & Media) | 2         |
| ニュージーランド (RIANZ)            | 6         |
| UK Singles (OCC)                    | 7         |
| US Billboard Hot 100                | 72        |

## メリッサ・エスリッジとジョス・ストーン
ジャニス・ジョプリンとフル・ティルト・ブギー・バンドの1971年の曲「クライ・ベイビー」とこの曲のライブ・メドレーが、アメリカのロック歌手メリッサ・エサリッジとイギリスのソウル歌手ジョス・ストーンによって、2005年2月13日の第47回グラミー賞授賞式でジョプリンに捧げて披露されたのちにiTunes Storeで配信されてヒットデュエットとなった。エサリッジは以前、ウッドストック'94でジョプリンの曲4曲メドレーの一部としてこの曲を歌っていた。
エサリッジとジョス・ストーンのメドレーは、2005年4月にビルボード・ホット100で32位、ホット・デジタル・トラックで2位を獲得した。このパフォーマンスは、エサリッジが乳癌との闘病から初めて公の場で復帰したことを告げるものでもあり、化学療法の影響で頭髪が抜け落ちた状態で登場した。エサリッジはまた、2005年のベストアルバム『Greatest Hits: The Road Less Traveled』に「心のカケラ」のソロバージョンを収録した。

## ビヴァリー・ナイト
イギリスのソウルシンガー、ビヴァリー・ナイトは2005年のアファメーション・ツアーでロニー・ウッドと共演し、スタジオレコーディングを決意した。「Piece of My Heart」は、2006年のベスト盤『Voice - The Best of Beverley Knight』からのリードシングルで、イギリスのラジオ・エアプレイ・チャートでトップ10入りを果たした。シングル盤は2006年3月13日に発売された。
イギリスのチャートルールが変更されたことから、シングルがパッケージ版発売の1週間前からダウンロード数のみでチャートインできるようになったため、「Piece of My Heart」はイギリスのチャートで93位にランクインし、チャートインした最初のシングルの一つとなった。パッケージ版発売後、最高16位まで上昇した。これはナイトにとってDVDとしてリリースされた初のシングルとなった。イギリスのシングルチャートでは、ナイトのシングルの中で最も長くランクインしており、トップ75に11週間ランクインした。これはナイトにとって13回目のトップ40入り、そして7回目のトップ20入りとなった。

### パーソネル
- ビヴァリー・ナイト – リードボーカル
- ブライアン・チェンバース、ビリー・ゴドフリー（英語版）、ルイーズ・マーシャル – バックボーカル
- マーティン・スラットリー（英語版） – ヴーリッツァーオルガン（英語版）、ハモンドオルガン
- サム・ディクソン – ベース
- ジェレミー・ステーシー – ドラムス
- ジミー・ホガース（英語版） – ギガー、パーカッション、プロデューサー
- Pom（ピエール＝オリヴィエ・マジェラン） – エンジニア
- フィリップ・ボジャー – ミキサー

### チャート成績
| チャート（2006年）                       | 最高 順位 |
| ---------------------------------------- | --------- |
| スコットランド (Official Charts Company) | 8         |
| UK シングルス (OCC)                      | 16        |
| UK R&B (OCC)                             | 8         |

## 特筆すべきカバー
- ボニー・タイラー：アルバム『The World Starts Tonight』（1977年）収録。
- エタ・ジェイムス：アルバム『Deep in the Night』（1978年）収録。シングルとして発売され、ビルボード・ホット・ソウル・シングル・チャートで最高93位に到達[要出典]
- サミー・ヘイガー：アルバム『スタンディング・ハンプトン』（1982年）収録。シングルとしても発売され、ビルボード・ホット100で73位、全英シングルチャートで67位のマイナーヒットとなった[要出典]
- ザ・ムーブ：1968年のライブアルバム『Something Else from the Move』の1999年再発版に収録。